# Кіселе
Кіселе (пол. Kisiele) — село в Польщі, у гміні Розпша Пйотрковського повіту Лодзинського воєводства.
Населення — 71 особа (2011).
У 1975-1998 роках село належало до Пйотрковського воєводства.

## Демографія
Демографічна структура станом на 31 березня 2011 року:
|          | Загалом | Допрацездатний вік | Працездатний вік | Постпрацездатний вік |
| -------- | ------- | ------------------ | ---------------- | -------------------- |
| Чоловіки | 41      | 12                 | 24               | 5                    |
| Жінки    | 30      | 6                  | 16               | 8                    |
| Разом    | 71      | 18                 | 40               | 13                   |